# Asajirus
Asajirus is een geslacht uit de familie Molgulidae en de orde Stolidobranchia uit de klasse der zakpijpen (Ascidiacea).

## Soorten
- Asajirus arcticus (Hartmeyer, 1923)
- Asajirus dichotomus (Monniot C. & Monniot F., 1984)
- Asajirus eunuchus (Monniot F. & Monniot C., 1976)
- Asajirus gulosus (Monniot C. & Monniot F., 1984)
- Asajirus hemisphericus (Monniot C. & Monniot F., 1990)
- Asajirus indicus (Oka, 1913)
- Asajirus ledanoisi (Monniot C. & Monniot F., 1990)
- Asajirus ovirarus (Monniot C. & Monniot F., 1990)